# Guillermo Gorostiza Paredes
Guillermo Gorostiza Paredes (Santurtzi, 15 de febrer de 1909 - Bilbao, 23 d'agost de 1966) fou un futbolista basc, que jugava com a davanter i era conegut com a La Bala Roja. Va ser internacional amb la selecció espanyola. També va fer d'entrenador de futbol.

## Trajectòria esportiva
Va debutar en la Primera divisió amb l'Arenas de Getxo, encara que els clubs on més va destacar van ser l'Athletic Club de Bilbao i el València CF. Amb l'equip valencià va formar part de la davantera elèctrica. En total va jugar 256 partits en Primera, marcant 178 gols (11é màxim golejador de la història de la lliga). Va morir arruinat, en un asil, el 1966 amb 57 anys.

### Selecció espanyola
Va ser internacional amb la selecció espanyola en 19 ocasions. Va debutar el 14 de juny de 1930 en el partit Txecoslovàquia 2 - 0 Espanya. Va marcar 2 gols amb la selecció. Va participar en la Copa del Món d'Itàlia 1934.

## Clubs
- Arenas de Getxo - 1927-1928
- Racing de Ferrol - 1928-1929
- Athletic Club de Bilbao - 1929-1940 - Primera divisió – 140 partits i 106 gols
- València CF - 1940-1946 - Primera divisió – 116 partits i 72 gols
- Barakaldo - 1946-1948 - Segona divisió
- Logroñés - 1948-1949 - Tercera divisió

## Palmarès
- 6 Lligues:
  - 4 amb l'Athletic (1929/1930, 1930/1931, 1933/1934 i 1935/1936)
  - 2 amb el València CF (1941/1942 i 1943/1944)
- 5 Copes del Rei:
  - 4 amb l'Athletic (1930, 1931, 1932 i 1933)
  - 1 amb el València CF (1941)

### Distincions Individuals
- 2 Trofeus Pichichi amb l'Athletic (1929/1930 i 1931/1932)